# Ultimi giorni
Ultimi giorni è un singolo del rapper italiano Guè, pubblicato il 16 settembre 2011 come secondo estratto dal primo album in studio Il ragazzo d'oro.

## Descrizione
In un'intervista, il rapper disse che il testo di Ultimi giorni «è di certo uno [...] che mi rispecchia di più. Volevo mostrare un po' il mio lato romantico e sentimentale.»

## Video musicale
Il video, diretto da Calu Montesano, è stato pubblicato il 12 settembre 2011 sul canale Vevo del rapper.